# ديريك هود
ديريك هود (بالإنجليزية: Derek Hood)‏ (17 ديسمبر 1958 في المملكة المتحدة - ) هو لاعب كرة قدم بريطاني في مركز الدفاع. لعب مع نادي يورك سيتي وهال سيتي ووست بروميتش ألبيون ولينكولن سيتي أف سي.